# Коммунистическая партия народов Испании
Коммунисти́ческая па́ртия наро́дов Испа́нии (КПНИ; исп. Partido Comunista de los Pueblos de España, PCPE) — марксистско-ленинская политическая партия в Испании.
КПНИ была образована на объединительном съезде коммунистов Испании в Мадриде, в январе 1984 года (до 1986 года называлась Коммунистической партией (исп. Partido Comunista)). В съезде участвовали отколовшиеся ранее от перешедшей на позиции еврокоммунизма Компартии Испании просоветская группа во главе с Игнасио Гальего, Партия коммунистов Каталонии, Объединённая коммунистическая партия Испании, Движение за восстановление КПИ и другие небольшие группы коммунистов. Испанская коммунистическая рабочая партия, с которой также велись переговоры, отказалась вступать в состав КПНИ. Созданную партию возглавили И. Гальего (председатель) и Х. Рамос (Генеральный секретарь).
В 1986—1989 годах КПНИ входила в коалицию «Объединённые левые» (исп. Isquierda Unida).
В 1989 году большинство руководства КПНИ приняло решение о воссоединении с Компартией Испании. Несогласная с этим часть членов КПНИ стала действовать отдельно, сохранив название партии.
С 1984 до 1994 года КПНИ в Каталонии представляла Партия коммунистов Каталонии (кат. Partit dels i les Comunistes de Catalunya, PCC). Однако в 1994 году союз был разорван, а в Каталонии была учреждена Коммунистическая партия народа Каталонии (кат. Partit Comunista del Poble de Catalunya, PCPC).
КПНИ не представлена в парламенте. На парламентских выборах в марте 2008 года партия получила 0,08 % голосов.
Поддерживает связи с рядом европейских компартий, участвует в ежегодных международных встречах коммунистических и рабочих партий.
В 2017 году в партии произошел раскол. Во время голосования за генерального секретаря часть партийцев поддержали Астора Гарсию, но большинство проголосовало за действующего с 2002 года генерального секретаря Кармело Суареса. Меньшинство создало альтернативный сайт PCPE. До 2019 года шла борьба за название организации и международное признание. В 2019 году часть, поддержавшая Астора Гарсию изменила название на Коммунистическая партия трудящихся Испании (исп. Partido Comunista de los Trabajadores de España, PCTE). КПТЕ заняла место КПНИ в Инициативе коммунистических и рабочих партий — международной организации для координации коммунистических партий.
На парламентских выборах в апреле 2019 года партия набрала 17 тысяч голосов и не попала в сенат. На выборах в ноябре того же года партия получила 13'828 голосов, на 800 голосов больше, чем отколовшаяся Коммунистическая партия трудящихся Испании, и снова не прошла в парламент.
В 2022 году партия подписала Парижскую декларацию Всемирной антиимпериалистической платформы, в которой заявлялось, что США и НАТО являются виновниками войны в Украине, а Россия и Китай противостоят империализму.
В парламентских выборах 2023 года партия приняла решение не участвовать. Однако ее региональная организация на Канарских островах, Коммунистическая партия народов Канар (исп. Partido Comunista del Pueblo Canario, PCPC) боролась за два мандата совместно в блоке с Ahora Canarias. Блок набрал 3'385 голосов и не прошёл в парламент.
Молодёжная организация КПНИ — Коммунистическая молодёжь народов Испании (исп. Juventud Comunista de los Pueblos de España, JCPE).
Печатные органы — газета «Unidad y Lucha» (Единство и борьба) и теоретический журнал «Propuesta Comunista» (Коммунистическое предложение).